# So oder so
So oder so ist ein Lied des deutschen Pop-Musikers Bosse. Das Stück ist die zweite Singleauskopplung aus seinem fünften Studioalbum Kraniche.

## Entstehung und Artwork
Geschrieben wurde das Lied von Axel Bosse. Produziert wurde die Single von Philipp Steinke. Die Single wurde unter dem Musiklabel Vertigo Berlin veröffentlicht. Auf dem Cover der Maxi-Single ist – neben Künstlernamen und Liedtitel – ein spiegelndes Bild eines Kranichs zu sehen.

## Veröffentlichung und Promotion
Die Erstveröffentlichung von So oder so fand am 2. August 2013 in Deutschland statt. Die Maxi-Single beinhaltet neben der Radioversion noch eine Remix- und Liveversionen von So oder so, sowie das Lied Müßiggang (Phlexton Remix), als B-Seite. Eine spezielle iTunes-Version enthält noch zusätzlich fünf Videos aus einem Tour-Tagebuch von Bosse.

## Inhalt
Der Liedtext zu So oder so ist in deutscher Sprache verfasst. Musik und Text wurden eigens von Bosse verfasst. Musikalisch bewegt sich das Lied im Bereich der Popmusik. Auf die Idee zu diesem Stück kam Axel Bosse durch seine Nichte. Diese musste schmerzlich erleben, wie es ist, das erste Mal verliebt zu sein und wie man seine erste Trennung erlebt. Der Ex-Freund der Nichte machte per SMS mit ihr Schluss. Mit dem Lied wollte er seiner Nichte über die Trennung hinweg helfen. Das Lied soll bei seiner Nichte sehr gut angekommen sein und soll ihr sehr geholfen haben.

„Aber was Gutes wird passieren

Und wenn es gut ist, bleibt′s bei dir.

Jede Liebe wird irgendwann ans Licht kommen.

Es ist so einfach und nicht schwer

Ist nur so, dass es sich nie so anfühlt.

Wenn du lebst und lebst und lebst und lebst (und lebst und lebst und lebst)“

## Musikvideo

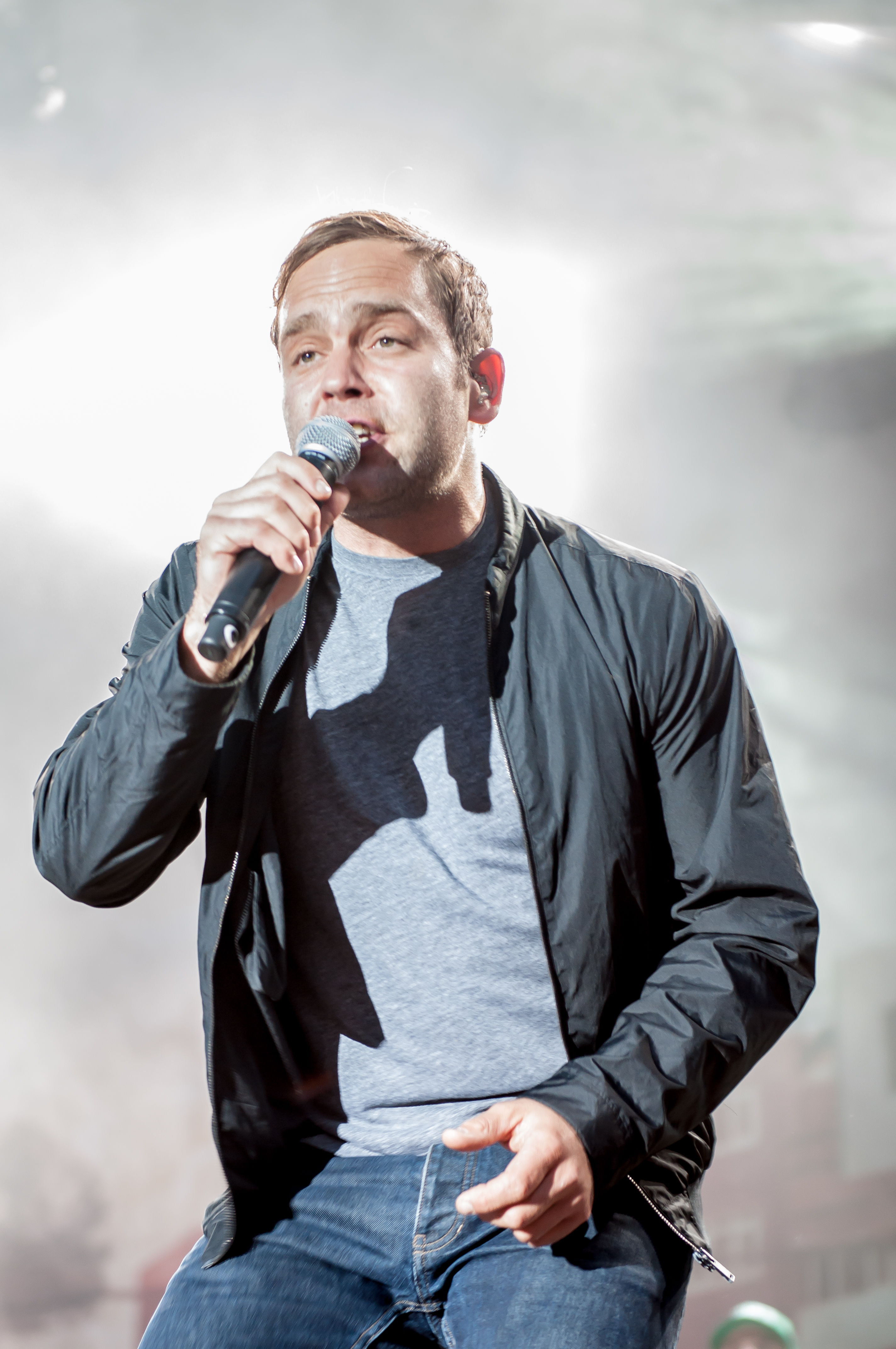
Bosse (2014)

Das Musikvideo zu So oder so wurde in Berlin, unter anderem in der Warschauer Straße, gedreht. Zu sehen ist ein junger Mann der sich tanzend durch verschiedene Schauplätze Berlins bewegt. Anfangs ist er noch alleine unterwegs, nach etwa einer Minute wird er von einer jungen Frau begleitet. Nach etwa der Hälfte des Musikvideos ist ein Abschnitt zu sehen, in dem Bosse mit vier Frauen im Volkspark Friedrichshain tanzt. Die Gesamtlänge des Videos beträgt 3:21 Minuten.
Mitwirkende
- Maria Friedemann: 1. Aufnahmeleiterin
- Christopher Häring: Regie
- Simon Hamann: 1. Kameraassistent
- Christoph Heidrich: EB Kameramann
- Frank Hoffmann: Regie
- Johannes Holweg: Steadicam Operator
- Katja Malinowski: Regie
- Frederik Poppenk: Produktionsleiter
- Mutter und Vater GmbH: Produktionsfirma[2]

## Bundesvision Song Contest 2013
Bosse gewann den Bundesvision Song Contest 2013 für Niedersachsen mit acht Punkten Vorsprung vor dem für Hamburg antretenden Johannes Oerding mit dem Lied Nichts geht mehr (145 Punkte). Während der Punktevergabe aller 16 Bundesländer wechselten sich die beiden immer wieder auf Platz eins ab, erst bei der letzten Punktevergabe entschied sich der Sieg für Bosse. Neben seiner Heimat Niedersachsen bekam er ebenfalls aus Mecklenburg-Vorpommern die volle Punktzahl.
Dies war nach 2011 bereits die zweite Teilnahme von Bosse am Bundesvision Song Contest. 2011 trat er ebenfalls für Niedersachsen an. Er wurde dabei von der Silly Frontfrau Anna Loos unterstützt. Zusammen sangen sie das Lied Frankfurt/Oder. Sie bekamen 102 Punkte und erreichten den dritten Platz.
Jeder Künstler dreht zu Promotionzwecken einen Wahlwerbespot für die Teilnahme am BuViSoco. In diesem wurde er u. a. von der Band Madsen unterstützt. In diesem kurzen Promotionclip gibt Bosse an, dass er extra für den Live-Auftritt tanzen lerne.
Punktevergabe
|    |   |    |    |    |    |   |    |    |    |    |   |    |    |   |   | Gesamt |
| -- | - | -- | -- | -- | -- | - | -- | -- | -- | -- | - | -- | -- | - | - | ------ |
| 10 | 7 | 10 | 10 | 10 | 10 | 8 | 12 | 12 | 10 | 10 | 8 | 10 | 10 | 8 | 8 | 153    |

## Rezeption

### Auszeichnungen
Durch den Sieg beim Bundesvision Song Contest 2013 erhielt das Lied eine Aufmerksamkeit wie keiner seiner Stücke zuvor und ist bis dato der größte kommerzielle Erfolg für Bosse. Im Dezember 2013 wurde So oder so mit dem Hamburger Musikpreis, in der Kategorie Hamburger Song des Jahres, ausgezeichnet.

### Charts und Chartplatzierungen
So oder so erreichte in Deutschland Platz 25 der Singlecharts und konnte sich insgesamt sieben Wochen in den Charts halten. Nach der ersten Veröffentlichung in der ersten Augustwoche konnte sich der Titel zwei Wochen in den deutschen Singlecharts bis auf Platz 83 platzieren. Durch Auftritte im Vorfeld des BuViSoCo konnte sich das Lied wieder in den Charts auf Position 96 platzieren; nach dem Sieg des Contests, stieg der Titel bis Platz 25 der Charts. In Deutschland ist dies der fünfte Charterfolg in den Singlecharts für Bosse. 2013 ist es nach Schönste Zeit bereits der zweite Charterfolg binnen eines Kalenderjahres.